# SC Neheim
SC Neheim is een Duitse voetbalclub uit Neheim-Hüsten, een ortsteil van Arnsberg, Noordrijn-Westfalen.

## Geschiedenis
De club werd op 28 oktober 1908 opgericht als FC Neheim 1908. In 1929 fuseerde de club met Germania 09 tot SpVgg 08 Neheim. In 1936 fuseerde de club met turnclub TV Neheim en werd zo TuS Neheim. Aan het einde van de Tweede Wereldoorlog ging de club een tijdelijke fusie aan net SuS Hüsten 09. Na de oorlog werd de club heropgericht als Sportfreunde Neheim. In 1971 fuseerde de club met DJK Schwarz-Weiß tot SC Neheim-Hüsten. De laatste decennia speelt de club meestal op het vijfde of zesde voetbalniveau. De club kwalificeerde zich tot nu toe één keer voor de DFB-Pokal. In 1940 verloor TuS Neheim in de 1e ronde met 2-3 van SG Eschweiler.

## Eindklasseringen vanaf 2002
| Seizoen | Competitie               | Niveau | Eindstand | DFB Pokal | Opmerking                                                   |
| ------- | ------------------------ | ------ | --------- | --------- | ----------------------------------------------------------- |
| 2001/02 | Landesliga Westfalen-2   | VI     | 8         | --        |                                                             |
| 2002/03 | Landesliga Westfalen-2   | VI     | 1         | --        |                                                             |
| 2003/04 | Verbandsliga Westfalen-2 | V      | 11        | --        |                                                             |
| 2004/05 | Verbandsliga Westfalen-2 | V      | 8         | --        |                                                             |
| 2005/06 | Verbandsliga Westfalen-2 | V      | 16        | --        |                                                             |
| 2006/07 | Landesliga Westfalen-5   | VI     | 9         | --        |                                                             |
| 2007/08 | Landesliga Westfalen-5   | VI     | 3         | --        |                                                             |
| 2008/09 | Landesliga Westfalen-5   | VII    | 4         | --        | invoering 3. Liga                                           |
| 2009/10 | Landesliga Westfalen-5   | VII    | 12        | --        |                                                             |
| 2010/11 | Landesliga Westfalen-5   | VII    | 7         | --        |                                                             |
| 2011/12 | Landesliga Westfalen-5   | VII    | 6         | --        |                                                             |
| 2012/13 | Landesliga Westfalen-2   | VII    | 10        | --        |                                                             |
| 2013/14 | Landesliga Westfalen-2   | VII    | 12        | --        |                                                             |
| 2014/15 | Landesliga Westfalen-2   | VII    | 8         | --        |                                                             |
| 2015/16 | Landesliga Westfalen-2   | VII    | 1         | --        |                                                             |
| 2016/17 | Westfalenliga-2          | VI     | 9         | --        |                                                             |
| 2017/18 | Westfalenliga-2          | VI     | 7         | --        |                                                             |
| 2018/19 | Westfalenliga-2          | VI     | 10        | --        |                                                             |
| 2019/20 | Westfalenliga-2          | VI     | 7         | --        | competitie afgebroken i.v.m. coronapandemie                 |
| 2020/21 | Westfalenliga-2          | VI     | --        | --        | competitie afgebroken i.v.m. coronapandemie, geen eindstand |
| 2021/22 | Westfalenliga-2          | VI     | 6         | --        |                                                             |
| 2022/23 | Westfalenliga-2          | VI     | 3         | --        |                                                             |
| 2023/24 | Westfalenliga-2          | VI     | 14        | --        |                                                             |
| 2024/25 | Landesliga Westfalen     | VII    | .         | --        |                                                             |